# エリュテイア
エリュテイア（古代ギリシャ語: Ερυθεια、Erytheia）は、ギリシア神話に登場するニンフである。ヘスペリデスの一柱。その名前は古代ギリシア語で「紅色の女」を意味する。
一般的にはアトラースの娘として知られ、別説では夜の女神・ニュクスの娘。アイグレー、ヘスペレトゥーサとともに世界の西の端にあるという「ヘスペリデスの園」に住んでいて、その中に植えたヘーラーの果樹園の黄金のリンゴを守る。
大洋オーケアノスの西の果てに浮かぶ伝説の島と同名である。ゲーリュオーンはエリュテイア島上で牛の群れを飼っていた。